# National Division One 1988-1989
National Division One 1988-89 fu il 2º campionato nazionale inglese di rugby a 15 di prima divisione.
Si tenne dal 10 settembre 1988 al 22 aprile 1989 tra 12 squadre, che si incontrarono a girone unico; rispetto all'edizione precedente la RFU stilò un proprio calendario con allocazione dei fine settimana da dedicare al torneo.
Il campionato fu noto come Courage Clubs' Championship Division One a seguito di accordo di naming stipulato nel 1987 con il birrificio inglese John Courage, che sponsorizzò anche la seconda e terza divisione del neoistituito torneo.
Il clima ancora rilassato degli incontri del campionato precedente, visti come un'estensione della tradizione delle amichevoli tra club degli anni passati senza l'obbligo di misurarsi con una classifica, già dopo un'edizione di torneo era cambiato in una meticolosa preparazione atletica e attenzione agli innesti in squadra, modificando la fisionomia del rugby inglese che, nonostante lo status diletttantistico ancora lungi dall'essere messo in discussione, tuttavia stava già dandosi metodi d'allenamento di stampo professionistico in anticipo sui tempi.
Rispetto all'edizione inaugurale fu possibile calendarizzare incontri regolari tra tutte le squadre, rigorosamente al sabato con intervalli a novembre e gennaio-febbraio per la disputa dei test match di fine anno e il Cinque Nazioni; le previsioni della vigilia davano Bath favorito con Wasps e Gloucester quali outsider.
Il club del Somerset rispettò i pronostici laureandosi per la prima volta campione con due giornate d'anticipo e proprio davanti a Gloucester.
A retrocedere furono le due squadre del Merseyside in blocco, Liverpool St Helens e Waterloo.
Il valore delle marcature, come stabilito dall’IRFB nel 1977, era: 4 punti per ciascuna meta (6 se trasformata), 3 punti per la realizzazione di ciascun calcio piazzato, idem per il drop.

## Squadre partecipanti
- Bath
- Bristol
- Gloucester
- Harlequins (Londra)
- Leicester
- Liverpool St Helens (St Helens)
- Moseley (Birmingham)
- Nottingham
- Orrell (Wigan)
- Rosslyn Park (Londra)
- Wasps (Londra)
- Waterloo (Sefton)

## Risultati
| Data       | 1ª giornata               | Risultato |
| ---------- | ------------------------- | --------- |
| 10-9-1988  | Bristol – Orrell          | 15-6      |
| 10-9-1988  | Gloucester – Moseley      | 37-9      |
| 10-9-1988  | Harlequins – Bath         | 9-26      |
| 10-9-1988  | Leicester – Wasps         | 15-6      |
| 10-9-1988  | Rosslyn Park – Nottingham | 9-18      |
| 10-9-1988  | Waterloo – Liverpool      | 6-12      |
|            |                           |           |
| Data       | 4ª giornata               | Risultato |
| 22-10-1988 | Bath – Bristol            | 16-9      |
| 22-10-1988 | Liverpool – Gloucester    | 9-31      |
| 22-10-1988 | Moseley – Waterloo        | 13-6      |
| 22-10-1988 | Nottingham – Leicester    | 12-12     |
| 22-10-1988 | Orrell – Harlequins       | 16-15     |
| 22-10-1988 | Wasps – Rosslyn Park      | 39-16     |
|            |                           |           |
| Data       | 7ª giornata               | Risultato |
| 26-11-1988 | Bath – Wasps              | 16-6      |
| 26-11-1988 | Leicester – Harlequins    | 21-31     |
| 26-11-1988 | Moseley – Liverpool       | 18-15     |
| 26-11-1988 | Orrell – Nottingham       | 12-6      |
| 26-11-1988 | Rosslyn Park – Bristol    | 18-16     |
| 26-11-1988 | Waterloo – Gloucester     | 15-15     |
|            |                           |           |
| Data       | 10ª giornata              | Risultato |
| 8-4-1989   | Bath – Waterloo           | 38-9      |
| 8-4-1989   | Liverpool – Rosslyn Park  | 12-32     |
| 8-4-1989   | Moseley – Leicester       | 22-13     |
| 8-4-1989   | Nottingham – Harlequins   | 12-0      |
| 8-4-1989   | Orrell – Gloucester       | 6-16      |
| 8-4-1989   | Wasps – Bristol           | 21-19     |
|            |                           |           |

| Data       | 2ª giornata               | Risultato |
| ---------- | ------------------------- | --------- |
| 24-9-1988  | Bath – Gloucester         | 19-9      |
| 24-9-1988  | Liverpool – Leicester     | 12-23     |
| 24-9-1988  | Moseley – Rosslyn Park    | 7-13      |
| 24-9-1988  | Nottingham – Bristol      | 10-5      |
| 24-9-1988  | Orrell – Waterloo         | 15-12     |
| 24-9-1988  | Wasps – Harlequins        | 23-15     |
|            |                           |           |
| Data       | 5ª giornata               | Risultato |
| 12-11-1988 | Bristol – Harlequins      | 18-6      |
| 12-11-1988 | Moseley – Bath            | 0-38      |
| 12-11-1988 | Nottingham – Wasps        | 9-15      |
| 12-11-1988 | Orrell – Liverpool        | 20-4      |
| 12-11-1988 | Rosslyn Park – Gloucester | 8-26      |
| 12-11-1988 | Waterloo – Leicester      | 22-34     |
|            |                           |           |
| Data       | 8ª giornata               | Risultato |
| 14-1-1989  | Bristol – Waterloo        | 14-3      |
| 14-1-1989  | Gloucester – Leicester    | 28-0      |
| 14-1-1989  | Liverpool – Bath          | 7-21      |
| 14-1-1989  | Nottingham – Moseley      | 13-9      |
| 14-1-1989  | Orrell – Wasps            | 9-9       |
| 14-1-1989  | Rosslyn Park – Harlequins | 12-16     |
|            |                           |           |
| Data       | 11ª giornata              | Risultato |
| 22-4-1989  | Bristol – Liverpool       | 50-14     |
| 22-4-1989  | Gloucester – Nottingham   | 13-8      |
| 22-4-1989  | Harlequins – Moseley      | 38-15     |
| 22-4-1989  | Leicester – Bath          | 15-12     |
| 22-4-1989  | Rosslyn Park – Orrell     | 19-13     |
| 22-4-1989  | Waterloo – Wasps          | 0-29      |
|            |                           |           |

| Data       | 3ª giornata              | Risultato |
| ---------- | ------------------------ | --------- |
| 8-10-1988  | Bristol – Moseley        | 18-0      |
| 8-10-1988  | Gloucester – Wasps       | 19-3      |
| 8-10-1988  | Harlequins – Liverpool   | 15-6      |
| 8-10-1988  | Leicester – Orrell       | 15-27     |
| 8-10-1988  | Rosslyn Park – Bath      | 6-19      |
| 8-10-1988  | Waterloo – Nottingham    | 9-19      |
|            |                          |           |
| Data       | 6ª giornata              | Risultato |
| 19-11-1988 | Bath – Orrell            | 38-12     |
| 19-11-1988 | Gloucester – Bristol     | 10-11     |
| 19-11-1988 | Harlequins – Waterloo    | 23-24     |
| 19-11-1988 | Leicester – Rosslyn Park | 28-15     |
| 19-11-1988 | Liverpool – Nottingham   | 15-22     |
| 19-11-1988 | Wasps – Moseley          | 39-10     |
|            |                          |           |
| Data       | 9ª giornata              | Risultato |
| 11-3-1989  | Bath – Nottingham        | 22-16     |
| 11-3-1989  | Harlequins – Gloucester  | 26-11     |
| 11-3-1989  | Leicester – Bristol      | 13-12     |
| 11-3-1989  | Moseley – Orrell         | 10-12     |
| 11-3-1989  | Wasps – Liverpool        | 16-10     |
| 11-3-1989  | Waterloo – Rosslyn Park  | 14-24     |
|            |                          |           |

## Classifica
| Pos | Squadra             | G  | V  | N | P  | PF  | PS  | DP   | Pt |
| --- | ------------------- | -- | -- | - | -- | --- | --- | ---- | -- |
| 1   | Bath                | 11 | 10 | 0 | 1  | 263 | 98  | +165 | 20 |
| 2   | Gloucester          | 11 | 7  | 1 | 3  | 215 | 112 | +103 | 15 |
| 3   | Wasps               | 11 | 7  | 1 | 3  | 206 | 138 | +68  | 15 |
| 4   | Nottingham          | 11 | 6  | 1 | 4  | 142 | 122 | +20  | 13 |
| 5   | Orrell              | 11 | 6  | 1 | 4  | 148 | 157 | −9   | 13 |
| 6   | Leicester           | 11 | 6  | 1 | 4  | 189 | 199 | −10  | 13 |
| 7   | Bristol             | 11 | 6  | 0 | 5  | 188 | 117 | +71  | 12 |
| 8   | Harlequins          | 11 | 5  | 0 | 6  | 194 | 184 | +10  | 10 |
| 9   | Rosslyn Park        | 11 | 5  | 0 | 6  | 172 | 208 | −36  | 10 |
| 10  | Moseley             | 11 | 3  | 0 | 8  | 113 | 242 | −129 | 6  |
| 11  | Waterloo            | 11 | 1  | 1 | 9  | 120 | 235 | −115 | 3  |
| 12  | Liverpool St Helens | 11 | 1  | 0 | 10 | 116 | 254 | −138 | 2  |

## Verdetti
- Bath: Campione d'Inghilterra
- Waterloo, Liverpool St Helens: retrocesse in National Division Two 1989-90